# Гарсия Гарсес де Аза
Гарсия Гарсес де Аза (ок. 1105—1159) — кастильский магнат, «известный своими богатством и тупостью», но «выдающейся фигурой в поздних андалузских кампаниях Альфонсо VII в 1150—1157 годах». Его топонимика появляется в исторических документах, ссылаясь на его феодальное владение Аза. Его отчество «Гарсес» свидетельствует о том что он был сыном графа Гарсиа Ордоньеса, рожденным от второй жены последнего, Евы, вероятно француженки. После смерти Гарсиа Ордоньеса она снова вышла замуж за Педро Гонсалеса де Лару. Этот брак сделал Гарсию Гарсеса сводным братом детей Педро Гонсалеса де Лары от брака с Евой и тесно связал с домом Лара.

## Биография
Согласно Хронике Альфонсо Императора, историческому рассказу о деяниях императора Альфонсо VII Леонского и Кастильского, когда этот король впервые вошел в столицу Леона после своего наследования в марте 1126 года, Гарсия Гарсес был среди кастильцев, которые пришли, чтобы принести оммаж и присягнуть на верность новому монарху. Гарсия служил Альфонсо в качестве альфереса (знаменосца) с 12 декабря 1126 года по 13 ноября 1127 года, в то время как его брат Педро Гарсес был альфересом с 29 мая по 18 сентября 1131 года . Эта должность обычно предназначалась для молодых дворян в начале их карьеры, различные даты их соответствующих назначений отражают разницу в возрасте. В 1142 году Гарсия Гарсес де Аза исполнял обязанности гражданского судьи в Авиле.
В 1147 году, во время летней кампании короля Леона Альфонсо VII против Альмерии, Гарсия Гарсес де Аза, по-видимому, присоединился к армии только на позднем жэтапе, поскольку он не фигурирует ни в одном документе, исходящем от двора Альфонсо, до 4 июня, когда он был в Калатраве. Он не фигурирует ни в одной из более поздних королевских хартий, изданных во время кампании, предполагая, что он, возможно, был размещен в Калатраве с гарнизоном и не принимал участия в осадах Андухара, Баэсы или Альмерии.
10 ноября 1155 года, когда оба они находились при королевском дворе в Айльоне, Гарсия продал поместье в Альколеа своему сводному брату Манрике Пересу де Лара за тысячу мараведи. Хартия купли-продажи была составлена неким Санчо, который подписал её как «канцлер графа Манрике» . Гарсия женился на младшей дочери Педро Фройласа де Траба, которую иногда звали Ева, а иногда Санча. В 1157 году вместе со своей женой Санчей Перес Гарсия Гарсес де Аза пожертвовал свой монастырь (монастырскую церковь) Сан-Флоренсио близ Азы аббатству Санто-Доминго-де-Силос «для облегчения наших душ и отпущения всех наших грехов». У Гарсии и его жены было по меньшей мере две дочери: Эльвира и Майор, которая стала женой Гонсало де Мараньона. Возможно, у него было еще двое детей, Санча и Мария, но Хуана, мать Доминго де Калеруэги, — это апокриф.
В 1159 году, по словам Родриго Хименеса де Рада в его «De rebus Hispaniae», семья Лара, после того как им удалось хитростью вырвать опеку над молодым королем Альфонсо VIII у его опекуна Гутьерре Фернандеса де Кастро, передала его на попечение Гарсии Гарсеса. Однако вскоре выяснилось, что он недостаточно богат, чтобы должным образом заботиться о королевской семье, и короля поместили в дом Манрике. Также в 1159 году Гарсия Гарсес де Аза пожертвовал общежитие в Тардахосе епархии Бургоса.